# ژو ییمیائو
 ژو ییمیائو (انگلیسی: Zhou Yimiao؛ زادهٔ ۷ فوریهٔ ۱۹۹۱) یک تنیس‌باز اهل جمهوری خلق چین است.